# Zanthoxylum pucro
Zanthoxylum pucro là một loài thực vật có hoa trong họ Cửu lý hương. Loài này được D.M Porter miêu tả khoa học đầu tiên năm 1972.